# Pedrocortesella minuta
Pedrocortesella minuta är en kvalsterart som beskrevs av Bayartogtokh och Smelyansky 2004. Pedrocortesella minuta ingår i släktet Pedrocortesella och familjen Licnodamaeidae. Inga underarter finns listade i Catalogue of Life.